# Mesoleius spoliatus
Mesoleius spoliatus är en stekelart som beskrevs av Teunissen 1945. Mesoleius spoliatus ingår i släktet Mesoleius och familjen brokparasitsteklar. Inga underarter finns listade i Catalogue of Life.